# Castello di Kanazawa
Il castello di Kanazawa è un castello eretto a Kanazawa, nella prefettura di Ishikawa, Giappone.

## Storia

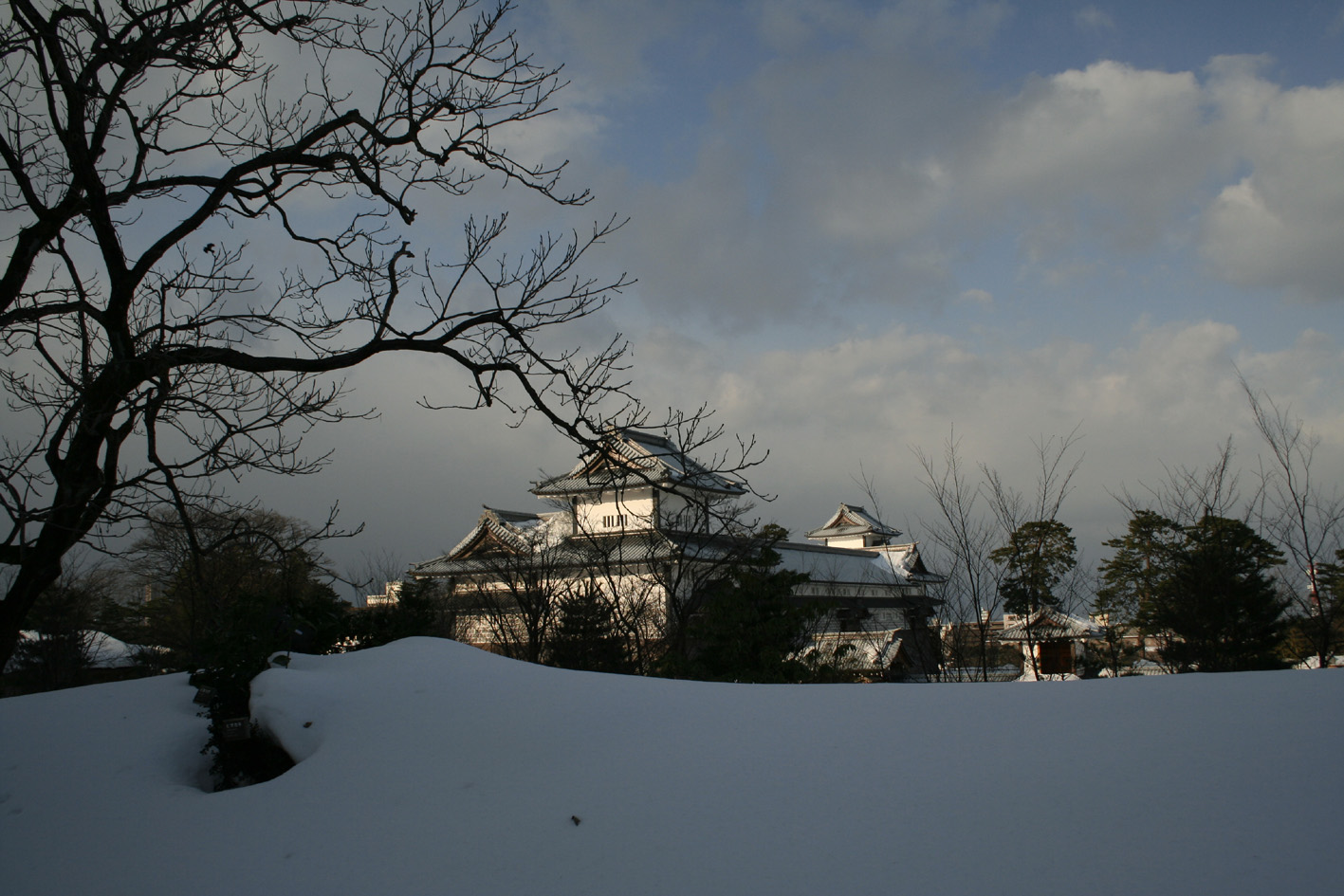
Il castello in inverno.

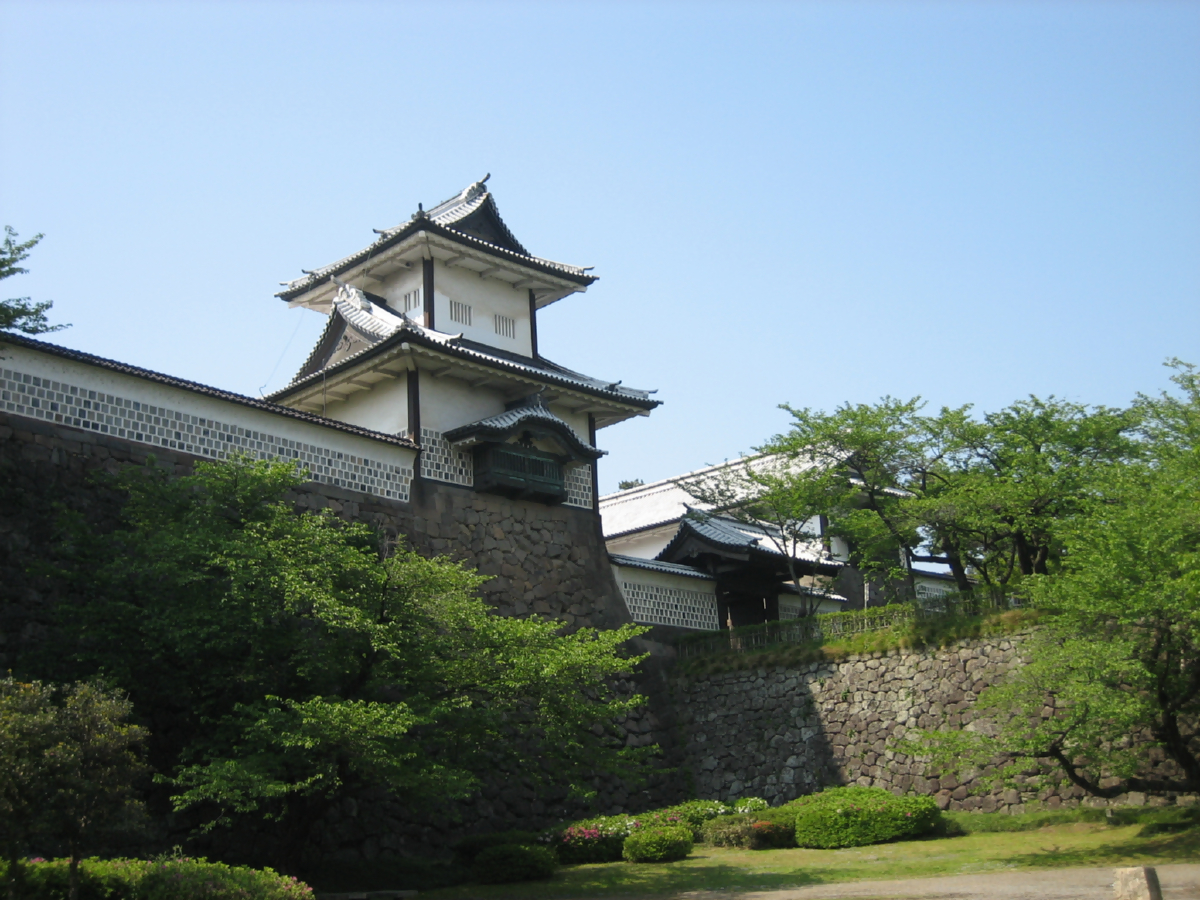
La porta principale del castello di Kanazawa.

Il castello venne costruito nel 1583, quando la famiglia Maeda si trasferì a Kanazawa per rinforzare il predominio della città di Kaga. È stato ricostruito nel 1592 dopo la battaglia di Bunroku, con l'aggiunta del fossato. È stato bruciato e ricostruito nel 1620-21 e nel 1631-32, poi quasi completamente distrutto nel grande incendio di Kanazawa del 1759, e nuovamente ricostruito tra il 1762 e il 1788. Dopo svariati piccoli incendi e un terremoto, è stato nuovamente distrutto da un incendio nel 1881.
Alcune parti, come la torretta, sono state fedelmente restaurate nel 2001, usando i metodi di costruzione tradizionali.

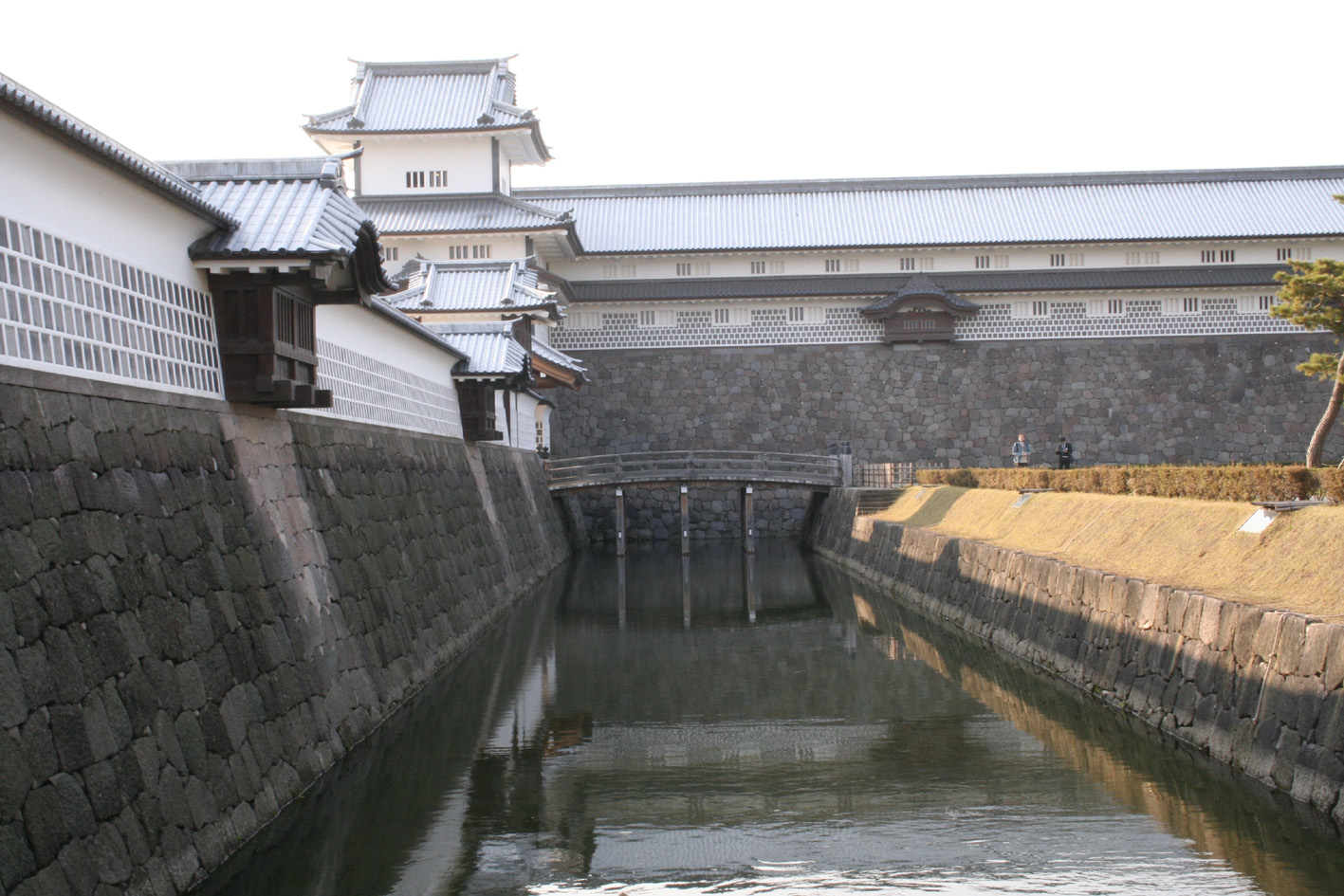
Il fossato del castello.

Si tratta di una struttura così grande che alla fine del Settecento venne definito "il palazzo dei 1000 tatami". Il castello ha anche la caratteristica di avere le tegole in piombo, in modo da resistere agli incendi, e, in tempo d'assedio, da poter essere fuse in proiettili.
Fino al 1989, l'università di Kanazawa era ospitata all'interno del castello. Il campus è ora situato nella periferia della città, in una zona denominata Kakuma.
Prima della seconda guerra mondiale, il castello fu sede della 9ª Divisione dell'Esercito imperiale giapponese.